# Carl Fredrik Naumann

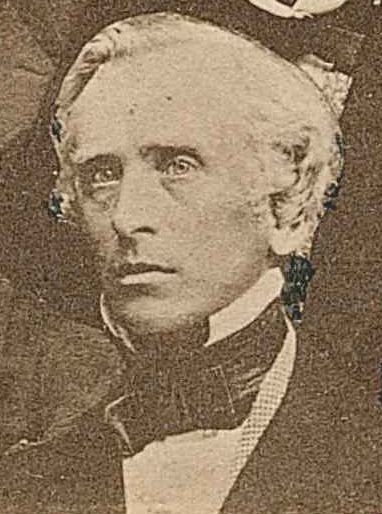
Carl Fredrik Nauman ur ett fotokollage från 1868.

Carl Fredrik Naumann, född den 12 januari 1816 i Malmö, död den 9 augusti 1892 i Lund, var en svensk anatom, läkare och universitetslärare. 
Naumann blev vid Lunds universitet filosofie magister 1841, medicine licentiat 1847, docent i teoretisk medicin samma år, medicine doktor 1848 och anatomie adjunkt och prosektor 1849 samt var åren 1852–1881 professor i anatomi i Lund. Åren 1860–1861 var han rektor för universitetet som efterträdare till sin bror Christian Naumann. Han visade stort intresse för att utveckla det anatomiska museet i Lund. Han blev ledamot av Fysiografiska sällskapet i Lund 1850 och av Vetenskapssocieteten i Uppsala 1875.
Han var från 1848 gift med Sophia Mathilda Jönsson (1827–1889). De är begravda på Östra kyrkogården i Lund.